# Andreas Libavius
Andreas Libavius (Halle an der Saale, 1555 – Coburg, 25 de julho de 1616) foi um médico e químico alemão. Libavius nasceu como Andreas Libau. Trabalhou como professor em Ilmenau e Coburg, e foi professor em Jena em 1588. Em 1597, escreveu o primeiro livro sistemático de química, Alchemia, que incluiu instruções para a preparação de diversos ácidos fortes. Algumas de suas obras foram publicadas sob o pseudônimo de Basilius de Varna.